# Muhàmmad Murad Beg
Muhàmmad Murad Beg fou mir del Kanat de Kunduz i sobirà de la regió de l'Oxus en una data desconeguda prop del 1812 (anterior a aquest any) i fins vers el 1841 (entre 1840 i 1842 segons les fonts).

## Ascens de Murad Beg

### Consolidació del poder
Kokan Beg, kan de Kunduz, va morir abans del 1812 (en aquesta data l'historiador Izzetullah, que va visitar Kunduz, ja va trobar al govern al seu successor, possiblement el seu fill) i el va succeir el famós Muhàmmad Murad Beg, un dels governants més notables de l'Àsia central del segle xix.
Fins a la mort de Kilij Ali Beg el 1817, Murad va romandre subordinat a aquest. A la mort del governant de Khulm van seguir violentes intrigues a la seva família, fomentades per Murad Beg. El fill gran de Kilij fou enverinat segurament perquè no pogués heretar i el domini de Khulm va quedar llavors per un dels altres fills, l'anomenat Baba Beg, que era relativament jove; el tercer fill, Muhàmmad Ahmad (o probablement Amin), un infant, va rebre Ibak o Haybak, en l'autoritat del qual es va incloure Balkh i dependències; la divisió de Khulm en dos estats rebaixava el seu poder considerablement i així, a diferència de la situació anterior, els dos sobirans foren subjectes de Murad Beg de Kunduz.

## William Moorcroft a Kunduz

### Arribada i primeres impressions
William Moorcroft va visitar Kunduz el 1824 procedent de Kabul, via Ibak, que llavors estava governada per Muhàmmad Ahmad Beg (probablement Muhàmmad Amin Beg), fill de Kilij Ali de Khulm que es titulava wali de Balkh i depenia feudalment de Murad Beg de Kunduz per Ibak o Haybak, i de l'emir de Bukhara per Balkh, que havia conquerit la ciutat als afganesos no gaire temps abans. Muhàmmad Ahmad o Amin tenia uns vint-i-cinc anys, sent d'aparença uzbek i d'agradable rostre. El viatger anglès havia enviat per davants alguns emissaris però havia corregut el rumor que els anglesos no anaven en lloc sinó era per interès i per acabar dominant-ho; Moorcroft tot i que sabia que era sospitós va decidir anar-hi. En aquest any Murad Beg dominava Kunduz, Khulm, Talikan, Badakhxan i Hazrat Imaum.
En el seu camí des d'Ibak, Moorcroft va passar per diverses ciutats en runes que havien estat destruïdes per Murad que havia fet esclaus als habitants. A Khulm es va entrevistar amb el governant local Baba Beg, germà de Muhàmmad Amin de Balkh i Ibak, i també fill de Kilij Ali, que tenia llavors uns 35 anys; la rebuda fou freda i quan Moorcroft va dir que era comerciant va contestar que el seu país era mal lloc pel comerç; després va recriminar a un dels seus servidors per, sent musulmà, servir a un kafir (infidel), i va dir que el seu senyor, Murad Beg, havia donar ordes d'enviar a tots els viatgers a Kunduz amb escorta.
A Kunduz va trobar a Atman Ram, el ministre de Murad Beg; estava assegut en un porxo de fusta del fort i allí el va rebre i els fou servit un te.; després li fou assignada una cambra per viure. Poc després es va entrevistar en una habitació del fort amb el mateix Murad; estaven presents diversos servidors que seguien la seva tasca amb el cap mirant a terra; el viatger i els seus acompanyants es van asseure a una estora preparada per a ells, i es va resar una pregària. Murad Beg portava una túnica de seda blava i un xal del mateix color i seia en un coixí xines de damasquinat; tenia uns 45 anys i era de complexió forta amb els ull sensiblement petits; tots els assistents estaven vestits en seda de Bukharà i cap portava armes. Es va complaure amb els regals de Moorcroft i va fer moltes preguntes sobre Anglaterra i els motius del viatge; li va oferir uns melons i pa mentre ell mateix agafava algunes peres i magranes que va compartir amb els seus cortesans i en va oferir alguna a Moorcroft. A la nit li va enviar carn de bé i arròs.

### Detenció i conspiració
El viatger anglès va poder retornar a Khulm on va haver de pagar una gran quantitat de drets de pas per les mercaderies. Durant la seva absència Murab Beg va atacar els hazares de Kamand. Després Moorcroft i els seus van poder tornar cap a Kunduz però Murad es va mostrar ara més desconfiat i va detenir als seus hostes que volien seguir cap a Bukharà. Durant la seva detenció es va formar una conspiració contra el mir encapçalada pel wali d'Ibak, per Zulfikar xir de Siripul, Ixan Khan de Balkh, el cap de Mazar, i altres que van aixecar un cos de 8.000 homes que estaven millor armats i equipats que els homes de Murad. Va marxar contra els rebels deixant al càrrec de Kunduz al seu fill, que era amic dels anglesos. Després de sufocar la revolta, el mir va retornar; quan li van demanar ser alliberats va exigir un rescat de 50.00 rupies i si no es pagaven va prometre que coneixerien l'estiu de Kunduz (llavors era l'hivern del 1824 al 1825). Moorcrofr va al·legar que ell no tenia diners i que el mir podia fer el que volgués; finalment es va acordar que podrien marxar si se li pagaven deu mil rupies al mir i dos mil a Atma Ram; llavors van poder sortir cap a Taixkurgan.

### Fugida
Quan van arribar allí van ser ben rebuts per Baba Beg; l'any anterior la població de Khulm, una ciutat pròspera, havia estat amenaçada de deportació forçosa cap a Kunduz, un lloc poc sa on les febres mataven molts dels seus habitants i el seu poblament requeria un constant aflux de nous habitants; per salvar-se van haver de subornar a l'emir; els habitants de la Vella Khulm, l'antiga capital en temps de Kilij Ali, i els de Sar Bagliy, ja havien estat traslladats.
Un musulmà de nom Mul·lah Muhàmmad Amin, que havia estat servidor de Mountstuart Elphistone (1747-1809), va demanar audiència a Murad Beg i li va dir que en realitat William Moorcroft era un espia. El mir va enviar missatgers a cridar-lo altre cop a Kunduz; assabentat del que passava el viatger anglès va decidir escapar cap al territori de Kassim Jan, Khoja de Talikan, el Pirzadeh o guia espiritual de Murad Beg i el seu sogre; disfressat com un uzbek va marxar cap allí i després d'una terrible cavalcada que descriu de manera pintoresca al seu diari, va arribar davant el Khoja amb el qual es va entrevistar i del que va apel·lar a la generositat per protegir-lo; el Khoja li va prometre fer el millor i per mostrar el seu desinterès va refusar els regals de l'anglès. Mentre Baba beg va arribar a Talikan ui va tenir audiència amb el Khoja a la que Moorcroft fou convidat; Baba li va recomanar no abandonar la protecció del Khoja. Murad Beg va enviar a Talikan a Mul·là Muhàmmad Amin per influir en el Khoja i va tenir un acarament amb Moorcroft. Mul·là va fer una exposició de la política anglesa a Àsia i dels antecedents de Moorcroft. Poc després el mateix Murad arribava a Talikan i en l'entrevista amb el Khoja, aquest es va posar de part del seu hoste anglès i va insistir que se l'havia de deixar marxar pagant un rescat adequat. El Khoja Kassim Jan tenia uns 40 anys i era de complexió forta; encara que persona santa era un distribuïdor de mercaderies i especialment d'esclaus i el beg ni presentava sovint algun després de les seves expedicions de saqueig, que eren enviats al mercat d'esclaus de Yarkand, rebent a canvi té, teles de la Xina i porcellanes; també rebia bon nombre d'egües i moltes ovelles, però com que pel seu càrrec havia d'oferir molta hospitalitat, no era un home ric.
Entre les persones que va trobar a Talikan hi havia el germà del darrer rei de Badakhxan que va negar la tradició que la família era descendent d'Alexandre el Gran explicant que la seva família s'havia assentat al país poc més d'un segle abans; però en canvi si que pensava que n'era descendent el beg de Darwaz.

### Últimes trobades i sortida de la regió
El Khoja el va beneir i el va abraçar i la va fer uns petits obsequis, dues teles xineses de seda i un brocat setinat vermell amb flors grogues, que li demanava que portés en record seu. Moorcroft a canvi li va regalar unes maquinetes d'afaitar, estisores, essència de roses i almesc, un telescopi, i un despertador daurat. Murad havia promès que podria marxar lliurement i va anar a Kunduz per la darrera entrevista; aquí el descriu amb cara repulsiva, ossos de galta excessivament alts, amb una maixella més baixa i molt estreta, les dents sortint amb prou feines de qualsevol lloc i que es col·locaven en tots sentits. Era també curt de vista. Abdul Taix, el director de l'establiment religiós d'Hazrat Imaumi va pregar pels viatgers que van marxar mentre el beg ajuntava les dues mans com si s'unís a la pregària.
Va passar per Taixkurgan i Mazar i en aquesta darrera fou ben rebut per Xuja ud din Khan, el seu cap, i pel valí de Balkh, que estava alli casualment i els dos van lamentar el govern de Masug Beg que van considerar una desgràcia per tot el Turquestan. El kan de Mazar tenia el càrrec de mutawalli o custodi de la Ziarat Gah o capella d'Ali. Des de Mazar, Moorcroft va anar a Balkh on va trobar només una gran massa de runes; la gent havia abandonat la ciutat i només quedaven un miler de famílies. La fortalesa estava a càrrec d'Ixan Khoja. D'alli va creuar l'Oxus cap a Transoxiana on l'any següent va morir a Andkhuy (1825).

## Cròniques d'Alexander Burnes

### Govern i campanyes militars
La següent font per a la zona és el viatger Alexander Burnes (16 de maig de 1805 – 2 de novembre de 1841) que esmenta que el govern de Murad Beg estava consolidat i que les seves mesures eren vigoroses. Quan dominava algun districte mantenia l'anterior cap al davant, però estipulava un contingent de tropes per aportar i establia a la ciutat principal una guarnició; en total disposava d'uns 20.000 homes a cavall amb 6 canons i trenta-sis morters que haurien estat de Nàdir-Xah Afxar. Els soldats anaven armats d'espases i llances i alguns amb mosquetons i cobraven en gra; Murad controlava als seus comandants i ell mateix dirigia les tropes i va fer diverses ràtzies (alamans pels turcmans) a Balkh i al país Hazara on els habitants eren xiïtes i els que eren capturats eren venuts com a esclaus. El príncep de Chitral li pagava un tribut en persones; tenia un comerç considerable amb Yarkand, on bescanviava productes amb el governador xinès allí. Amb Bukharà no tenia bones relacions.
Vers el 1830 Murad Beg va fer una campanya a l'Hindu Kush i va ser un fracàs. Els Siah Pox, infidels, li va permetre avançar per les muntanyes i sobtadament el van atacar i la meitat del seu exèrcit de quatre mil homes va morir. Els impostos es pagaven en gra, i el moresc era escàs; la moneda corrent era la de l'Imperi Mongol anterior a Nàdir-Xah Afxar. El Badakhxan havia estat buidat d'habitants molts dels quals havien estat traslladats a Kunduz; el rei de Badakhxan, al que la tradició local, com s'ha dit considerava descendent d'Alexandre el Gran, havia estat deposat (Mir Mohammed Xah, que va regnar del 1792 al 1822). Els afers del mir eren portats per un hindú de Peshawar de nom Atma Khan (Atma Ram), que tenia el títol de diwanbegi i encara que els indis eren en general menystinguts i se'ls prohibia portar turbant, Atma havia adquirit aquest privilegi per a ell de manera personal i pels seus servidors i la seva tribu; acumulava una riquesa considerable i tenia un centenar d'esclaus. Burnes explica que Murad Beg es titulava a si mateix Mir i havia conquerit els seus veïns per tots costats; dominava la vall de l'Oxus superior i els seus afluents; havia capturat Balkh que va saquejar i es va emportar bona part del seu poble cap a altres conquestes; també va sotmetre Badakhxan; quan Burnes va estar a Kunduz, el mir estava ocupat en una campanya contra els estats muntanyesos al nord de l'Oxus on ja dominava l'estat de Kulab entre Darwaz i Sighnan. Cap al sud el seu poder s'estenia a Sighan, a 50 km de Bamian, i fins a dos passos o coll de l'Hindu Kush.
Quan Barnes va passar per Sighnan estava governada per Muhàmmad Ali Beg que estava alternativament subjecte a l'emir de Kabul o al mir de Kunduz. A l”emir de Kabul li pagava en cavalls i al mir de Kunduz en esclaus hazares capturats pels seus fills i oficials en algunes ràtzies; els hazares eren capturats amb el pretext que eren xiïtes i que havien de ser convertits a l'ortodòxia. Muhàmmad Ali era un tirà i va embarassar a algunes jueves a les que es va excusar perquè la seva progènie seria musulmana. Burnes li va regalar una pell i 8 o 9 rupies que era la taxa habitual pagada per les caravanes, rebent del kan una cama de cérvol.
Al nord de Sighan, i separat per una serralada anomenada Dundan xikun, o "trencadents", hi havia el petit principat de Kamard, governat per Rahmutulla Khan, dependent de Murad Beg. Era addicte al vi i com que no l'havia tastat feia temps i es va queixar amargament a Bumes d'això. Com que el sobirà no podia fer ràtzies a altres llocs, va agafar a tots els habitants d'un llogaret del set estat i els va enviar a Murad Beg a Kunduz, com esclaus. Murad el va compensar afegint tres llogarets al seu domini.
Burnes defineix a Murad Beg com a cruel i indulgent a la vegada. Obligava als saquejadors a compartir el botí però després el convidava a sortir del país. La seva política de traslladar la població d'una província a una altra i especialment des de llocs saludables a altres poc sans, i les seves ràtzies sobre hazares i kafirs, eren marques destacades del seu govern, però els comerciants eren en general ben tractats i les taxes eren baixes i no existien per la seda i els xals; desconfiava dels anglesos. Burnes diu que tenia uns 50 anys (1832) el que correspon bastant bé amb els 45 més o menys que se li havien atribuït el 1824. Era alt i amb l'aspecte d'un autèntic uzbek; els seus ulls eren petits i deformats, el front ampli i les celles frunzides, i tota la seva cara era repulsiva. Mo obstant no era addicte als excessos com els seus contemporanis a Bukharà. Tenia dos fills un dels quals tenia 18 anys.

### Relacions amb Kabul
Vers l'octubre de 1836 Murad va enviar un delegat a Kabul amb un regal de dotze cavalls per a Dost Muhàmmad. El germà de Murad Beg, Muhammed Beg, va caure malalt d'oftalmia i encara que havia visitat capelles i pregat constantment no havia aconseguit recuperar la visió, i va tenir notícies que una missió britànica arribaria a Kunduz; Mirza Budi, confident i metge de Murad Beg, fou enviat a l'Hindu Kux a buscar al metge anglès (Feringhi Hakim). El capita Burnett que era llavors a Kabul, al saber la notícia va decidir aprofitar l'ocasió i va enviar al tinent Wood (que va escriure una notable memòria sobre el territori de l'Oxus) i al doctor Lord, en missió a Kunduz.
En arribar foren graciosament rebuts al govern per Murad Beg i després de llegir una carta de Burnes se'ls va oferir un pa de sucre rus i els anglesos també van entregar alguns regals, uns binoculars, botelles d'olis d'essències i alguns altres, que van complaure molt al Mir. El poder d'aquest era absolut i la seva tribu li tenia una devoció total; en canvi no era gaire popular entre els tadjiks encara que reconeixien les seves grans habilitats. En les seves conquestes havia arrasat totes les fortaleses que havien caigut a les seves mans conservant només les fortaleses dels uzbeks a les planes que governaven els membres de la seva pròpia família o alguns lleials. Wood esmenta l'equitat de la seva conducta sobre el poble tot i les desoladores guerres sostingudes; els ofensors no escapaven al càstig; els lladres i els lladres de camins eren castigats amb la mort i el crim havia quasi desaparegut. El poble assolia amb naturalitat la situació i considerava cada cosa una predestinació. La ceguera del germà ja estava molt avançada i era total d'un ull i quasi total de l'altra i Lord no va poder fer res.

### Viatges del Tinent Wood
Wood va rebre permís per recórrer el país de l'Oxus superior; a Talikan governava el fill de Murad amb títol d'atalik; estava encarregat de la custòdia de Mir Mohammed xah i els seus dos germans, fills del rei deposat del Badakhxan. Wood va visitar al Khoja que havia tractat tan bé Moorcroft i després va anar a Kila Afghan, escenari de la darrera revolta de Badakhxan el 1823 dirigida per Miriar Beg Khan, amb nou mil homes contra deu mil de Murad Beg, en la qual els badakhxanis foren derrotats i dispersats i 300 van morir; de fet fins al 1825 el país no fou efectivament incorporat. El 1839 Murad Beg va portar una gran part de la població del Badakhxan a l'oest. Finalment Wood va anar a Wakhan que estava governat per Muhammed Rahim Beg, que reclamava la tradicional descendència d'Alexandre el Gran, que era subjecte i tributari de Murad Beg. Wood va advertir a aquest governant que Murad no estava satisfet amb ell perquè es mostrava massa independent; Muhammed Rahim Beg estava preparant una visita a Kunduz que no va aturar, i fou ben tractat però quan en comptes de pagar els tribus que devia va oferir només un petit regal fou empresonat i després jutjat; la seva sort ja havia estat determinada i a un senyal del Mir, un cortesa, el pare del qual havia mort a Wakhan, el va matar.
Wood estimava en unes 25.000 famílies les que havien estat traslladades de llocs sans cap a les parts de maresmes productores de les febres, entre 1830 i 1838. Això equivalia a no menys de 100.000 persones de les que només sis mil seguien vives. Un proverbi deia: "Si vols morir, vés a Kunduz". El 1837 els habitants de Kulab havien estat portat del seu país de muntanya a Hazrat Imaum. Wood i Lord van visitar els seus assentaments en tendes rodones o kirgahs, però el silenci i les nombroses tombes mostraven que moltes ja no estaven habitades i que els morts eren una proporció molt alta.
El germà de Murad, i el nebot d'aquest, que Wood també va tractar, no es van recuperar. El mir va insistir fins al darrer moment amb el doctor Lord i aquest va prescriure un bany d'oli però el noi va morir a les seves mans; amb la tradicional predisposició fou acceptat el fet ("ha arribat la seva hora"). Poc després de la mort del jove príncep i la sortida de Wood va morir Muhammed biy, el mir d'Hazrat Imaum i germà de Murad, un mal pacient que era tractat per indigestió però continuava menjant coses inconvenients; per tres vegades es va recuperar abans de morir finalment.
La data de la seva mort no se sap exactament. Segons les fonts se situa el 1840, 1841 o 1842. El poder va passar a Muhammed Amin Beg, el fill de Kilij Ali wali de Balkh i governant d'Ibak, amb títol de Mir Wali. A Kunduz mateix succeir a Murad beg el seu fill gran Mir Rustem Khan.